# Jan Rychlewski

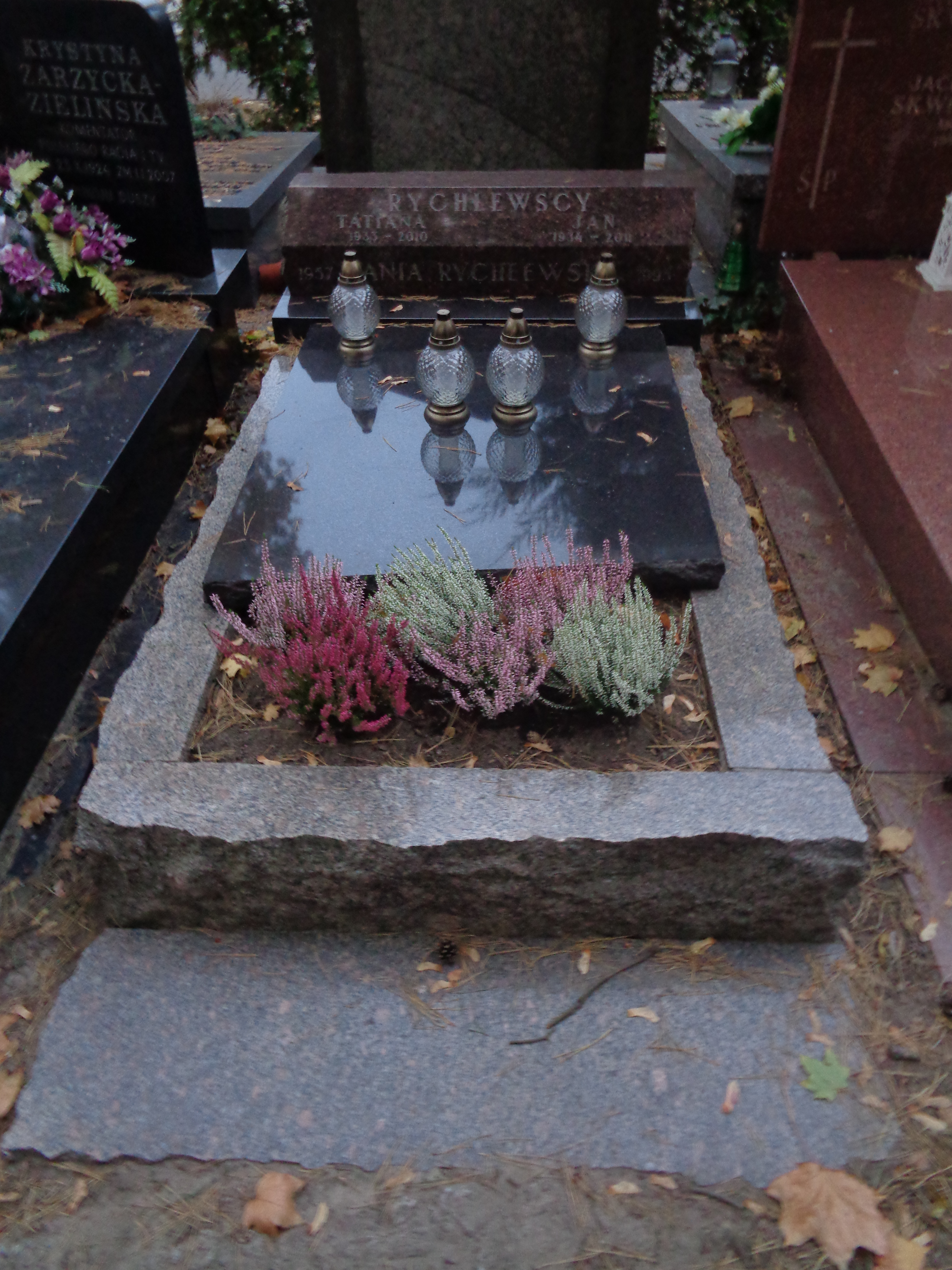
Grób Jana Rychlewskiego na Cmentarzu Wojskowym na Powązkach

Jan Rychlewski (ur. 23 maja 1934 w Moskwie, zm. 5 sierpnia 2011) – polski naukowiec, profesor zwyczajny doktor habilitowany nauk technicznych, członek korespondent Polskiej Akademii Nauk.

## Życiorys
Był profesorem Instytut Podstawowych Problemów Techniki PAN, przewodniczącym Komitetu Badań Kosmicznych PAN oraz współzałożycielem Centrum Badań Kosmicznych PAN.  Kierował między innymi przygotowaniem merytorycznym lotu kosmicznego Mirosława Hermaszewskiego.  Był współtwórcą Wydziału Matematyki i Informatyki na Uniwersytecie Warmińsko-Mazurskim.
Należał do PZPR. W latach 1972–1978 był Zastępcą Kierownika Wydziału Nauki i Oświaty KC PZPR.
W czasie obrad plenarnych Okrągłego Stołu reprezentował stronę rządową. Pochowany na cmentarzu Powązki Wojskowe w Warszawie (kwatera A3 tuje-2-30).

## Odznaczenia
- Złoty Medal „Opiekun Miejsc Pamięci Narodowej” (1978)[7]